# Richard Harlfinger

Plakat für die Ausstellung der Wiener Secession, 1912.

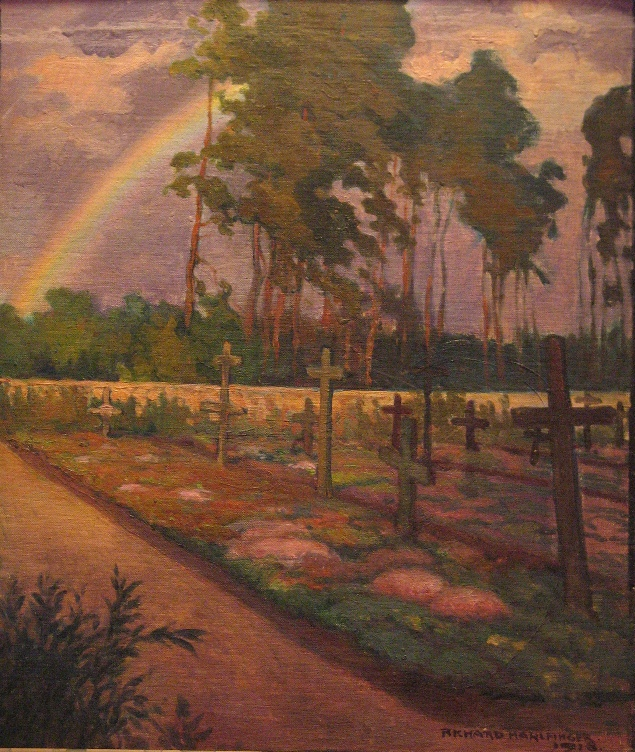
Soldatenfriedhof in Slowiki Nowa, 1918.

Richard Harlfinger (* 17. Juli 1873 in Mailand; † 12. September 1948 in Wien) war ein österreichischer Landschafts- und Kriegsmaler.

## Leben und Werk
In den Jahren von 1892 bis 1894 war Harlfinger Schüler der privaten Malschule Strehblow in Wien. In weiterer Folge studierte er an der Akademie der bildenden Künste in München bei Nikolaus Gysis und Carl von Marr. Er malte zunächst Figurenbilder wie Walpurgismorgen und Seiltänzer, wandte sich aber bald der Landschaftsmalerei zu. Seine bevorzugten Motive waren Alpenlandschaften. Er wurde 1906 Mitglied der Wiener Secession und war 1918 und 1919 deren Präsident. Ab dem Jahr 1917 war er an der Wiener Frauenakademie tätig.
Während der Zeit des Ersten Weltkriegs war Harlfinger als Kriegsmaler in der Kunstgruppe des k.u.k. Kriegspressequartiers tätig. Einige der dort entstandenen Werke wurden dem damaligen k.k. Heeresmuseum (heute: Heeresgeschichtliches Museum) zugewiesen, in dessen Gemäldesammlung sich die Bilder noch heute befinden.
Er war mit der Malerin Fanny Zakucka verheiratet.

## Ausstellungen
- Ausstellungen der Secession, Wien
- 1904 Künstlerhaus, Wien
- 1910 Internationale Jagdausstellung, Wien
- 1911, 1912, 1913 Secession, Wien
- 1988 The Modern Poster, MoMA, New York
- 2005 Personale, Kunsthandel Hieke, Wien

## Werke (Auszug)
- Der Soldatenfriedhof in Slowiki Nowa, 1918, Öl auf Leinwand, ca. 505 × 40 cm, Heeresgeschichtliches Museum, Wien
- Landschaft bei Altaussee, 1940, Öl auf Leinwand, 84 × 109 cm, Österreichische Galerie Belvedere, Wien